# Thủ tướng Cameroon
Thủ tướng Cameroon là một vị trí tương đối bất lực. Trong khi Thủ tướng chính thức được bổ nhiệm làm người đứng đầu chính phủ, Tổng thống vẫn giữ hầu hết quyền hành pháp và có thể sa thải Thủ tướng theo ý muốn.

## Lịch sử
là một vị trí tương đối bất lực. Trong khi Thủ tướng chính thức được bổ nhiệm làm người đứng đầu chính phủ, Tổng thống vẫn giữ hầu hết quyền hành pháp và có thể sa thải Thủ tướng theo ý muốn.